# Pro Wrestling Fujiwara Gumi
Pro Wrestling Fujiwara Gumi (プロフェッショナルレスリング藤原組 Puro Resuringu Fujiwara Gumi?) fue una empresa de lucha libre profesional japonesa fundada por Yoshiaki Fujiwara en 1991.

## Historia
Después del cierre de UWF Newborn en 1990, Yoshiaki Fujiwara y sus aprendices, entre los que destacaban Masakatsu Funaki y Minoru Suzuki, formaron una nueva promoción llamada Fujiwara Gumi, con el apoyo del patrocinador Hachiro Tanaka. Esta compañía, al igual que la anterior, seguiría los preceptos del shoot wrestling, si bien conservando sus raíces tradicionales, como el pinfall y normas similares. El nombre "Fujiwara Gumi" hacía referencia a las corporaciones de la yakuza (llamadas popularmente "gumi"), y como tal, Fujiwara posaba como un líder mafioso más que como un director.
Fujiwara Gumi inició acuerdos de desarrollo con empresas como Super World of Sports y W*ING para establecerse, enviando luchadores a estas promociones, pero evitando traer a miembros de éstas para no interferir con el shoot-style que practicaban en PWFG. Sin embargo estos acuerdos, que ya habían causado la disensión de UWF Newborn, volvieron a crear conflictos, ya que Suzuki, Funaki, Takaku Fuke y otros luchadores dejaron PWFG por su oposición a tener contacto con la lucha libre tradicional. Estos se establecieron por su cuenta para buscar la competición real, lo que dio lugar a la empresa de artes marciales mixtas Pancrase. Fujiwara Gumi siguió funcionando en sí misma hasta 1995, año en que el shoot-style empezó a ser cada vez menos frecuente. El mismo año, el resto de sus miembros se fueron también por diferencias creativas para fundar BattlARTS, y la promoción, ya poblada solamente por Fujiwara y sus colegas de otras empresas, tuvo que cerrar.